# Seligmann Grünwald
Seligmann Grünwald (23. Juli 1800 in Mühringen – 12. Mai 1856 in Freudental) war  Rabbiner und Autor.

## Leben
Seligmann Grünwald war der Sohn des Samson Joseph Grünwald, Vorsteher der israelitischen Gemeinde Mühringen, und der Jeanette Grünwald, geborene Stuttgarter. Bis 1816 wurde er von Privatlehrern und vom Mühringer Rabbiner unterrichtet.
Er studierte drei Jahre an der Talmudhochschule in Fürth und  betrieb Privatstudien in den Gymnasialfächern. Er erhielt das Diplom des Fürther Bet Din. Im Dezember 1820 absolvierte er die akademische Vorprüfung in Stuttgart. Danach erteilte er zwei Jahre lang den Mühringer Jeschiwastudenten Unterricht in den weltlichen Fächern. An den Universitäten Würzburg (1822/23) und Tübingen (1825/26) studierte er jeweils ein Jahr, in Tübingen als erster Student in mosaischer Theologie dort. Am 2. November 1827 legte er die Staatsprüfung in Stuttgart ab, die zweite Staatsprüfung am 3. Januar 1835. 
1830 heiratete er Sara Flehinger (1809–1837), Tochter des Rabbiners Veit Flehinger in Bretten, nach deren Tod ihre Schwester Lina Flehinger (geboren 1812). Aus der ersten Ehe hatten sie sechs Kinder, von denen allerdings vier sehr früh, noch vor ihrer Mutter, starben. Die ersten Lebensjahre überlebten der älteste Sohn, Samson (geboren 1831), und  die zweitgeborene Tochter Caroline (geboren 1832).
Ab 1825 wurde er Rabbinatsverweser und dann Bezirksrabbiner in Braunsbach. In Lehrensteinsfeld war er von 1834 bis 1844 als Bezirksrabbiner tätig und kam ab 1844 als Bezirksrabbiner zur Jüdischen Gemeinde in Freudental, wo er 1856 starb.
Er trat für die jüdische Kolonisation Palästinas ein.

## Werke
- Die Glaubens- und Sittenlehren des Talmuds, nebst Erklärungen der heiligen Schrift in talmudischen Auszügen zusammengestellt und ins Deutsche übertragen. Johann Ulrich Landherr, Heilbronn und Leipzig 1854 (Online-Ausgabe).